# نهائي كأس الكونفيدرالية الإفريقية 2006
نهائي كأس الكونفيدرالية الأفريقية 2006 هي المباراة النهائية للنسخة الثالثة من بطولة كأس الكونفيدرالية الأفريقية أو كما هو معروف عنها باسم كأس الاتحاد الكونفيدرالي الأفريقي لكرة القدم . وتوج بها النجم الساحلي التونسي على حساب الجيش الملكي المغربي .

## الفرق
| الفريق        | المنطقة      | وصول سابق (الخط الغليظ يشير إلى بطل تلك النسخة) |
| ------------- | ------------ | ----------------------------------------------- |
| الجيش الملكي  | شمال أفريقيا | 1 (2005)                                        |
| النجم الساحلي | شمال أفريقيا | 0                                               |

## النهائي
| الجيش الملكي       | 1-1 | النجم الساحلي   |
| ------------------ | --- | --------------- |
| ابراهيم البحري 72' |     | جونسن سيلفا 34' |

| النجم الساحلي | 0-0 | الجيش الملكي |
| ------------- | --- | ------------ |
|               |     |              |